# スラートターニー空港
スラートターニー空港（スラートターニーくうこう、タイ語：ท่าอากาศยานสุราษฎร์ธานี、英語：Surat Thani Airport)は、タイの南部、スラートターニー県プンピン郡に存在する国際空港である。この空港はタイ王国空軍 第7航空団のスラートターニー空軍基地と兼用されており、滑走路も1本しかない。スラートターニー市街地から21km西に位置する。

## 就航航空会社と就航都市

### 国内線
| 航空会社           | 就航地                                                         |
| ------------------ | -------------------------------------------------------------- |
| タイ・エアアジア   | ドンムアン空港（バンコク）、チェンマイ国際空港（チエンマイ県） |
| ノックエア         | ドンムアン空港（バンコク）                                     |
| タイ・ライオンエア | ドンムアン空港（バンコク）                                     |

### 国際線
| 航空会社     | 就航地                                                 |
| ------------ | ------------------------------------------------------ |
| 中国国際航空 | 杭州蕭山国際空港（杭州市）、武漢天河国際空港（武漢市） |
| 中国東方航空 | 成都双流国際空港（成都市）                             |
| 春秋航空     | 成都双流国際空港（成都市）                             |
| エアアジア   | クアラルンプール国際空港（クアラルンプール）           |

## 軍用
空港は民間商用利用の他に、タイ王国空軍基地としても運用されており、第4空軍管区第7航空団の所属空港となっている。
第7航空団所属第701飛行隊にはサーブ 39 グリペン C/D「シャーク」6機とノースロップ F-5「タイガー」（F-5B/F-5E）12機が運用されている。同第702飛行隊には早期警戒機サーブ 340AEWと輸送機 サーブ SF340が配備されている。

## 事故
1998年12月11日、バンコクからスラーターニーに着陸予定であったタイ国際航空261便、エアバスA310（HS-TIA）は激しい雨の中で着陸を試みたが、3度目に空港から3㎞離れた田圃に墜落した。この事故で乗客、乗員146名が死亡した。